# Get Ready for This
«Get Ready for This» es una canción grabada por el grupo belga-neerlandés 2 Unlimited y publicada en 1991 como sencillo principal de su álbum debut, Get Ready! (1992). Originalmente, se produjo como un instrumental, titulado Orchestral Mix. Se convirtió en un éxito y, conscientes de su popularidad, Wilde y De Coster querían una fórmula más accesible y formateada para que su proyecto creciera. Entonces le pidieron a Ray Slijngaard, que escribiera la letra y añadiera un rap al tema. A sugerencia de Ray, Anita Doth se incorporó como vocalista femenina.
El single fue un éxito inmediato en toda Europa, con notables picos en todo el mundo. Fue una de las más escuchadas en eventos deportivos de todo el mundo, ganó uno de los Premios BMI de 1996 y, en 2010, Pitchfork la incluyó en su lista de «Ten Actually Good 90s Jock Jams».

## Antecedentes y lanzamiento
En 1990, los productores Phil Wilde y Jean-Paul de Coster habían tenido éxito con AB Logic y buscaban otro vehículo para sus canciones. 2 Unlimited se formó cuando Wilde y DeCoster fueron presentados al rapero Ray Slijngaard y a la vocalista Anita Doth por Marvin D., que había contado con ambos en su grupo de rap en el pasado. Get Ready for This se produjo originalmente como un tema instrumental de marca blanca destinado a las discotecas. En una reunión en una tienda de discos, Slijngaard se acercó por casualidad a la instrumental y Wilde la puso para que Slijngaard le diera su opinión. Dos semanas después recibió una maqueta en casa de su padre y empezó a escribir el rap. Mientras escribía, también se le ocurrió un estribillo para una parte femenina. Toda la canción se escribió en dos horas, y también fue la primera vez que Slijngaard escribía una canción.
Los productores estuvieron de acuerdo con él en añadir una cantante femenina al tema y Doth se unió como vocalista femenina de 2 Unlimited. Get Ready for This se grabó en un pequeño estudio detrás de la Estación Central de Ámsterdam. La versión rap se publicó con versos de Slijngaard y voz de Doth. Para el lanzamiento del single en el Reino Unido, se utilizó una edición del original Orchestral Mix, sin voces, excepto la línea «Y'all ready for this?». Esta edición corrió a cargo del productor Pete Waterman, propietario de la discográfica a la que se concedió la licencia de 2 Unlimited para su publicación en el Reino Unido. A continuación, la canción fue número dos en la UK Singles Chart y el grupo actuó por primera vez en Top of the Pops.

## Recepción de la crítica
Larry Flick, de Billboard, escribió: «El animado y melódico techno/houser llega a estas costas después de un éxito masivo en el Reino Unido. Aunque aún no se ha confirmado, se rumorea que los famosos productores de hi-NRG Mike Stock y Pete Waterman son la fuerza creativa detrás de esta delicia para la hora punta. Carolyn Chard, de The Canberra Times, describió la canción como un «éxito rave descomunal». Y añadía: «Un tema reconocible al instante, con las manos en el aire, que pertenece a la misma escuela belga-holandesa de techno house que produjo Quadrophonia, T99 y Technotronic».

## Éxito en listas
«Get Ready for This» triunfó en las listas de éxitos de varios continentes. En Europa, fue un éxito entre los 10 primeros en Bélgica (8), Irlanda (3), los Países Bajos (10), España (2) y el Reino Unido (2), así como en el Eurochart Hot 100, donde llegó al número cuatro. En el Reino Unido, el single alcanzó también el número dos en su cuarta semana en la UK Singles Chart, el 20 de octubre de 1991. Pasó un total de dos semanas en esa posición. Además, «Get Ready for This» entró en el top 30 en Finlandia y en el top 40 en Suecia. Fuera de Europa, alcanzó el número dos en Australia, el número cinco en Zimbabue, el número seis en la lista RPM Dance/Urban de Canadá y, en Estados Unidos, llegó a los números 14 y 38 en las listas Billboard Hot Dance Club Play y Billboard Hot 100.

## Impacto y legado
Get Ready for This fue galardonada con uno de los Premios BMI de 1996, en honor a los compositores y editores de la canción. En 2010, Pitchfork la incluyó en su lista de «Ten Actually Good 90s Jock Jams». En febrero de 2024, Billboard clasificó la canción número diez en su lista de «Las 100 mejores Jock Jams de todos los tiempos», escribiendo: «Una canción que proyectó una mayor sombra sobre la cultura deportiva de los 90 que cualquier otra cosa aparte de Shaquille O'Neal».

## Posición en listas
| Listas (1991-1994)                   | Posición más alta |
| ------------------------------------ | ----------------- |
| Australia (ARIA Charts)              | 2                 |
| Bélgica (Ultratop – Flandes)         | 8                 |
| Canadá (RPM)                         | 6                 |
| España (AFYVE)                       | 2                 |
| Estados Unidos (Billboard Hot 100)   | 38                |
| Estados Unidos (Cash Box Top 100)    | 68                |
| Estados Unidos (Hot Dance Club Play) | 14                |
| Estados Unidos (Hot Dance Music)     | 32                |
| Estados Unidos (Mainstream Top 40)   | 17                |
| Estados Unidos (Rhythmic Top 40)     | 36                |
| Europa (European Dance Radio)        | 4                 |
| Europa (AFYVE)                       | 4                 |
| Finlandia (Suomen virallinen lista)  | 28                |
| Irlanda (IRMA)                       | 3                 |
| Nueva Zelanda (Recorded Music NZ)    | 50                |
| Países Bajos (Nederlandse Top 40)    | 10                |
| Países Bajos (Single Top 100)        | 10                |
| Reino Unido (UK Dance)               | 11                |
| Reino Unido (UK Singles)             | 2                 |
| Suecia (Sverigetopplistan)           | 36                |